# ナミビア独立戦争
ナミビア独立戦争（ナミビアどくりつせんそう、アフリカーンス語: Namibiese Onafhanklikheidsoorlog）は、1966年から1990年まで続いた独立戦争で、南西アフリカ人民機構(SWAPO)を中心としたアフリカ民族主義勢力が南アフリカのアパルトヘイト政府からの南西アフリカ（ナミビア）の独立を求めて戦った。南アフリカ国境戦争と密接な関係にあったほか、北隣のアンゴラで起こっていたアンゴラ独立戦争（1961年～1975年）やアンゴラ内戦（1975年～2002年）とも密接な関係にあった。
南アフリカは第一次世界大戦で南西アフリカをドイツから奪い、その後委任統治していた。1966年、国際連盟の後継組織である国際連合総会は南アフリカによる南西アフリカの統治を廃止し、国連直轄統治地域とした。南アフリカはこの決定を拒否し、事実上の支配を続けた。
1966年8月26日、南西アフリカ人民機構ゲリラ軍はオムグルグヲンバシェの南アフリカ防衛軍を攻撃した。これがナミビアの独立に向けての最初の戦闘だった。8月26日はナミビアの祝日になっている。国連は同日を「ナミビアの日」としているが、ナミビア人は英雄の日と呼んでいる。1988年12月22日、三国協定（通称：ニューヨーク協定）によって戦争は終わった。この協定はアンゴラ内戦への外国人兵士の介入も終わらせた。ナミビアは1990年3月21日に独立し、続く選挙で南西アフリカ人民機構が国会の72議席中55議席を獲得し国民政府を作った。

## 関連項目

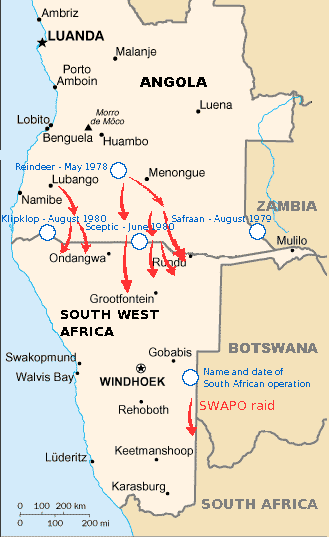
1978年～1980年の戦闘地域の地図